# トーマス・クレトゥ
トーマス・クレトゥ（Thomas Crețu、2002年3月5日 - ）は、ナシオナル・SCアルビに所属するラグビーユニオン選手。

## プロフィール
- フランスイヴリー＝シュル＝セーヌ出身[1]。
- ポジションはプロップ(PR)。
- 身長 190cm、体重 136kg
- U20フランス代表に選ばれたことがある[2]。
- ルーマニア代表キャップは8（2025年2月現在）でラグビーワールドカップ2023のルーマニア代表に選ばれた[3]。

## 略歴
スタッド・フランセ、オーリヤックを経て、2024年、SCアルビに加入。